# Asclépiades
Pour les articles homonymes, voir Asclépiade.
Dans la Grèce antique, Asclépiades est le nom donné à plusieurs familles vouées à l'exercice de la médecine. Elles prétendaient descendre du héros guérisseur Asclépios (Esculape), fils du dieu Apollon et de la mortelle Coronis, foudroyé par Zeus pour avoir voulu ramener un mort à la vie.  Il y avait des Asclépiades à Épidaure, à Rhodes, à Cnide et à Cos. Hippocrate appartenait à l'une de ces familles.
Il ne faut pas les confondre avec les prêtres-guérisseurs des temples d'Asclépios (bien qu'ils aient probablement une même origine commune).  De nombreux sanctuaires étaient dédiés à ce dieu dans l'Antiquité gréco-romaine,  ce sont les 'Asclépieion',  ou sanctuaires de guérison.  Les traitements comportaient des sacrifices aux dieux, des invocations, l'analyse des rêves, l'utilisation d'eaux thermales, des bains, des massages, et des plantes médicinales. 
Les Asclépiades, eux, sont des « laïques »,  en fait des médecins-philosophes rationnels (raison grecque) concevant les maladies comme des phénomènes naturels accessibles à la raison humaine, contrairement aux prêtres-guérisseurs concevant les maladies comme des phénomènes divins auxquels il fallait répondre par des rituels religieux.
Les Asclépiades étaient organisées en communauté familiale (élargie par adoption) transmettant l'art médical de génération en génération (apprentissage dès l'enfance).  Ils sont le plus souvent considérés comme à l'origine de la médecine occidentale, au moment où elle se sépare progressivement des pratiques religieuses, sacrées ou magiques (de la Grèce archaïque à la Grèce classique).
De statut social élevé, appartenant à l'élite culturelle de la Grèce antique, les Asclépiades déclinent à partir de la conquête romaine. Mais leur héritage culturel (savoirs et pratiques) gardera son prestige, d'abord chez les Romains, puis dans le monde chrétien et musulman.
Par extension,  le terme « Asclépiade » peut désigner, en Grèce ancienne,  tout médecin que l'on rémunère.

## Généalogie
Selon les Chiliades de Jean Tzétzès, la généalogie d'Hippocrate est la suivante :
Le demi-Dieu Asclépios, fils d'Apollon ;  Podalire ;  Hippolochus ; Sostatus ; Dardanus ; Crisamis ; Clomyttades ; Thedorus ; Sostratus II ; Theodorus II ; Sostratus III ; Nebrus ; Gnosidicus ; Hippocrate I ; Héraclide ;  Hippocrate II, le « père de la médecine »
Le médecin de Pruse connu sous le nom d'Asclépiade de Bithynie n'avait sans doute pris ce nom qu'en souvenir de cette famille.